# Françoise Godde
Pour les articles homonymes, voir Godde.
Françoise Godde, née en 1944, est une actrice française.

## Biographie
Après ses cours dramatiques Françoise Godde fait ses débuts en 1966 au cinéma chez Jacques Rivette où elle tient le rôle de la domestique dans Suzanne Simonin, la Religieuse de Diderot. Ensuite, toujours pour Rivette, elle apparaît dans L'Amour fou où elle incarne la comédienne Françoise, l'interprète de Cléone dans Andromaque de Racine (1969). 
Son rôle le plus populaire reste celui de Juliette Massonneau, l'une des cinq filles de Guy Saint-Jean et Anna Gaylor dans le feuilleton télévisé Les Oiseaux rares, tourné en 1967 et diffusé en 1969 : avec la complicité d'« actrices sœurs » comme Claude Jade et Dominique Labourier, son personnage s'éprend de Richard Leduc dans son premier rôle. 
Elle apparaît pour la dernière fois à l'écran dans Le Temps de vivre de Bernard Paul où elle joue le rôle de la serveuse Angelina (1969).
Physiquement, Françoise Godde a de faux airs de Françoise Dorléac.

## Filmographie
- 1966 : Suzanne Simonin, la Religieuse de Diderot de Jacques Rivette : la domestique
- 1967 : Ici, ailleurs ou dans le métro, court métrage de Jean-Claude Lubtchansky
- 1967 : Antoine et Cléopâtre, téléfilm de Jean Prat : Iras
- 1967 : Max le débonnaire, série télévisée, épisode Le Point d'honneur réalisé par Jacques Deray
- 1969 : L'Amour fou de Jacques Rivette : Françoise/Cléone
- 1969 : Les Oiseaux rares, série télévisée réalisée par Jean Dewever : Juliette Massonneau
- 1969 : Le Temps de vivre de Bernard Paul : Angélina, la serveuse